# Râul Lingura
Râul Ligura este un curs de apă, afluent al râului Tazlăul Sărat. 